# Soyons libres (fransk parti)
Soyons libres forkortet (SL) eller Libres dansk: Lad os være frie) er et liberal–konservativt centrum–højre parti i Frankrig. Partiet startede som en fraktion indenfor Repubikanerne den 10. september 2017. Efter 5. juni 2019 blev Soyons libres omdannet til et egentlig parti.
Ved sin start havde partiet 3 medlemmer af Nationalforsamlingen, 2 medlemmer af Senatet samt posten som regionsrådsformand i Île-de-France.
Ved det franske regionvalg 2021 opstillede Soyons libres kandidater på fælleslister i flere regioner, og partiet genvandt posten som regionsrådsformand i Île-de-France (Paris og nærmeste omegn).